# You Can't Hurry Love (film)
Pour l’article homonyme, voir You Can't Hurry Love.
Pour plus de détails, voir Fiche technique et Distribution.
You Can't Hurry Love est un film américain réalisé par Richard Martini (en), sorti en 1988.

## Fiche technique
- Titre : You Can't Hurry Love
- Réalisation : Richard Martini (en)
- Scénario : Richard Martini (en)
- Musique : Bob Esty
- Pays d'origine :  États-Unis
- Genre : Comédie romantique
- Société de production : Vestron Pictures (en)
- Durée : 92 minutes
- Date de sortie : 20 janvier 1988

## Distribution
- David Leisure : Peter Newcomb
- Scott McGinnis : Skip Dooley
- Anthony Geary : Tony
- Bridget Fonda : Peggy Kellogg
- Frank Bonner : Chuck Hayes
- Lu Leonard : Miss Frigget
- Merete Van Kamp : Monique
- David Packer : Eddie Hayes
- Charles Grodin : Mr. Glerman
- Sally Kellerman : Kelly Bones
- Kristy McNichol : Rhonda
- Luana Anders : Macie Hayes